# Wagner Lopes
Wagner Augusto Lopes (jap. 呂比須 ワグナー, Lopes Wagner; * 29. Januar 1969 in Franca, Brasilien) ist ein ehemaliger japanischer Fußballspieler und Trainer brasilianischer Herkunft. 1997 erhielt er die japanische Staatsbürgerschaft.

## Leben

### Vereinswerdegang
Wagner Lopes wechselte zur Saison 1987/88 von FC São Paulo nach Japan und schloss sich dort zum 1. Juli 1987 Nissan Motors Yokohama, welche in der J-League spielte, an. In den beiden darauffolgenden Saisons konnte er mit Yokohama zweimal das Double feiern.
Zur Saison 1990/91 wechselte er nach Kashiwa zu Kashiwa Reysol in die zweite japanische Liga und konnte in der darauffolgenden Saison den Aufstieg in die erste japanische Liga feiern. 1993 folgte der erneute Abstieg und die Saison 1994 wurde mit dem zweiten Platz und dem Aufstieg beendet.
Am 1. Januar 1997 schloss sich Lopes Honda FC an und spielte in der zweiten japanischen Liga. Für zwei Jahre 1997/98 war er beim Erstligisten Bellmare Hiratsuka unter Vertrag, wobei er in 56 Ligaspielen 36 Tore erzielen konnte. 1999 wechselte er zu Nagoya Grampus Eight und konnte in seiner Einstandssaison den Gewinn des nationalen Pokals feiern. Er blieb in der ersten japanischen Liga und spielte 2001 kurz für FC Tokyo und dann für zwei Jahre für Avispa Fukuoka. 2002 stieg Avispa in die zweite japanische Liga ab. Ende 2002 beendete er seine Karriere.
Insgesamt konnte er in 125 Erstligaspielen 69 Tore erzielen.

### Nationalmannschaft
Am 28. September 1997 debütierte Wagner Lopes für die japanische Fußballnationalmannschaft beim Spiel gegen Südkorea, welches mit 1:2 verloren ging. Mit der japanischen Nationalmannschaft qualifizierte er sich erfolgreich für die Fußball-WM 1998. Wagner Lopes bestritt 20 Länderspiele, sechs davon Freundschaftsspiele, und erzielte dabei fünf Tore.

### Vereinstrainer
Ab 2011 ist er als Trainer aktiv. Von Februar 2011 bis Ende November 2011 war er Trainer des brasilianischen Vereins Paulista FC. Ab Januar 2012 war er für fünf Spiele bis Ende März 2012 Co-Trainer unter Jose Carlos Serrao bei Gamba Osaka, ging dann wieder in sein Geburtsland zurück, um dort eine Vielzahl von Vereinen zu trainieren. Von April 2014 bis August 2014 absolvierte er fünfzehn Spiele mit dem Criciúma EC in der ersten brasilianischen Liga. Er war dann bis Ende 2014 Trainer von Atlético Goianiense in der zweiten brasilianischen Liga und konnte in 18 Spielen 10 Siege erreichen. Anschließend war er bis Anfang April 2015 kurz Trainer von Goiás EC. Ab dem 9. Juli 2015 war er bis 23. Dezember 2015 in 27 Spielen von Bragantino in der zweiten brasilianischen Liga verantwortlich. Für vier Monate war er erneut Trainer von Atlético Goianiense und war vom 25. Mai 2016 bis 2. August 2016 in 15 Spielen in der zweiten brasilianischen Liga für Sampaio Corrêa verantwortlich. Es folgte von November 2016 bis Mai 2017 seine Trainerschaft für Paraná Clube. Anschließend ging er nach Japan zurück, um vom 11. Mai 2017 bis 31. Dezember 2017 Albirex Niigata zu trainieren, und kehrte als Trainer zu Paraná Clube zurück. Vom 16. Februar 2018 bis 21. August 2018 war er vereinslos und übernahm dann bis 14. Oktober 2018 Joinville EC. Vom 14. Oktober 2018 bis 13. Oktober 2018 war er wieder Trainer von Atlético Goianiense. In 34 Zweitligaspielen konnte er 15 Siege verbuchen und den vierten Platz in der Liga erreichen. Für sechs Spiele in der Staatsmeisterschaft von São Paulo war er vom 1. Januar 2020 bis 16. Februar 2020, wie bereits vom 1. Januar 2014 bis 29. April 2014, Trainer von Botafogo FC. Vom 8. März 2021 bis 24. Juni 2021 trainierte er Vila Nova FC. Mit einer Unterbrechung war er vom 13. August 2021 bis 15. Dezember 2021 Trainer von EC Vitória.

## Erfolge
- Japanischer Meister: 1989 und 1990
- Kaiserpokal: 1989, 1990, 1999